# احمد یحیی (بازیکن فوتبال عراقی)
احمد یحیی (عربی: أحمد يحيى؛ زادهٔ ۲۷ مهٔ ۱۹۹۷) بازیکن فوتبال اهل عراق است.
وی همچنین در تیم ملی فوتبال عراق بازی کرده‌است.